# Том Горс
Том Горс (при народженні: Tewfiq Georgious, араб. توفيق جورجيوس) — американський бізнесмен та інвестор.

## З біографії
Народження: 31 липня 1964 р. (54 роки) Назарет, Ізраїль, пізніше іммігрував у США. Має дружину Голлі Горс (в шлюбі з 1995) та трьох дітей.
Місце проживання: США, Беверлі Хіллз
Освіта: Університет штату Мічиган (ступінь бакалавра).
Брати: Алек Горс (власник компанії «Gores Group»), Сем Горс (голова агентства «Paradigm talent»).
Том є бізнесменом (засновник і власник компанії Platinum Equity, власником баскетбольного клубу НБА Детройт Пістонс.
У 1995 році Том Горс засновує компанію «Platinum Equity» — американська компанія, що займається інформаційними технологіями і скупкою акцій різних підприємств. Головний офіс компанії розташований в Лос-Анджелесі. У 2006 році економічний оглядач «Форбс» оцінив компанію «Platinum Equity» як 22-ую найбільшу комерційну компанію в Сполучених Штатах. Горс контролює стратегічний розвиток кожної компанії яка входить до «Platinum Equity». Горс має активи таких компаній як «GE», «Global Crossing», «Vivendi Universal», «CompuCom», «DyStar», «Lucent», «Fujitsu», «Philips», «Kemper Services», «Hays», " Alcatel «і» Motorola ". Він уклав понад вісімдесят найбільших угод, і отримав загальнонаціональне визнання кращого стратега. Починаючи з заснування компанії «Platinum Equity» вона була визнана найбільшою і найбільш швидко зростаючою комерційною компанією в Сполучених Штатах. До заснування своєї компанії Горс активно займався інвесторської діяльністю. Він комбінував різні стратегії і тактики поведінки на ринку, тим самим домігся колосальних успіхів.
Том Горс захоплюється американським кінематографом. Він є виконавчим продюсером у фільмі «I Know Who Killed Me», в головній ролі з Лінс Лохан.
Володіє понад 4 млрд доларів США на 2019 рік, тим самим спромігшись збільшити статок в 2 рази за останні приблизно 10 років (з 2008 року).

## Інтернет-ресурси
- Офіційний сайт
- Platinum Equity profile of Tom Gores